# Trachypithecus
Trachypithecus là một chi động vật có vú trong họ Cercopithecidae, bộ Linh trưởng. Chi này được Reichenbach miêu tả năm 1862. Loài điển hình của chi này là Semnopithecus pyrrhus Horsfield, 1823 (= Cercopithecus auratus É. Geoffroy, 1812).

## Các loài
Chi này gồm các loài:
- Nhóm T. cristatus
  - Trachypithecus auratus
  - Trachypithecus cristatus
  - Trachypithecus germaini
  - Trachypithecus barbei
- Nhóm T. francoisi
  - Trachypithecus francoisi
  - Trachypithecus hatinhensis
  - Trachypithecus poliocephalus
  - Trachypithecus laotum
  - Trachypithecus delacouri
  - Trachypithecus ebenus
- Nhóm T. obscurus
  - Trachypithecus obscurus
  - Trachypithecus phayrei
- Nhóm T. pileatus
  - Trachypithecus pileatus
  - Trachypithecus shortridgei
  - Trachypithecus geei
- Nhóm T. vetulus
  - Trachypithecus vetulus
  - Trachypithecus johnii

Nghiên cứu năm 2008 của Martin Osterholz và ctv cho thấy nhóm T. vetulus tốt nhất nên được coi là một phần của chi Semnopithecus trong khi nhóm T. pileatus có thể có nguồn gốc lai ghép xa xưa giữa Trachypithecus sensu stricto và Semnopithecus sensu lato hoặc sự lai ghép này đã diễn ra trước khi có sự chia tách 2 chi này.

## Hình ảnh

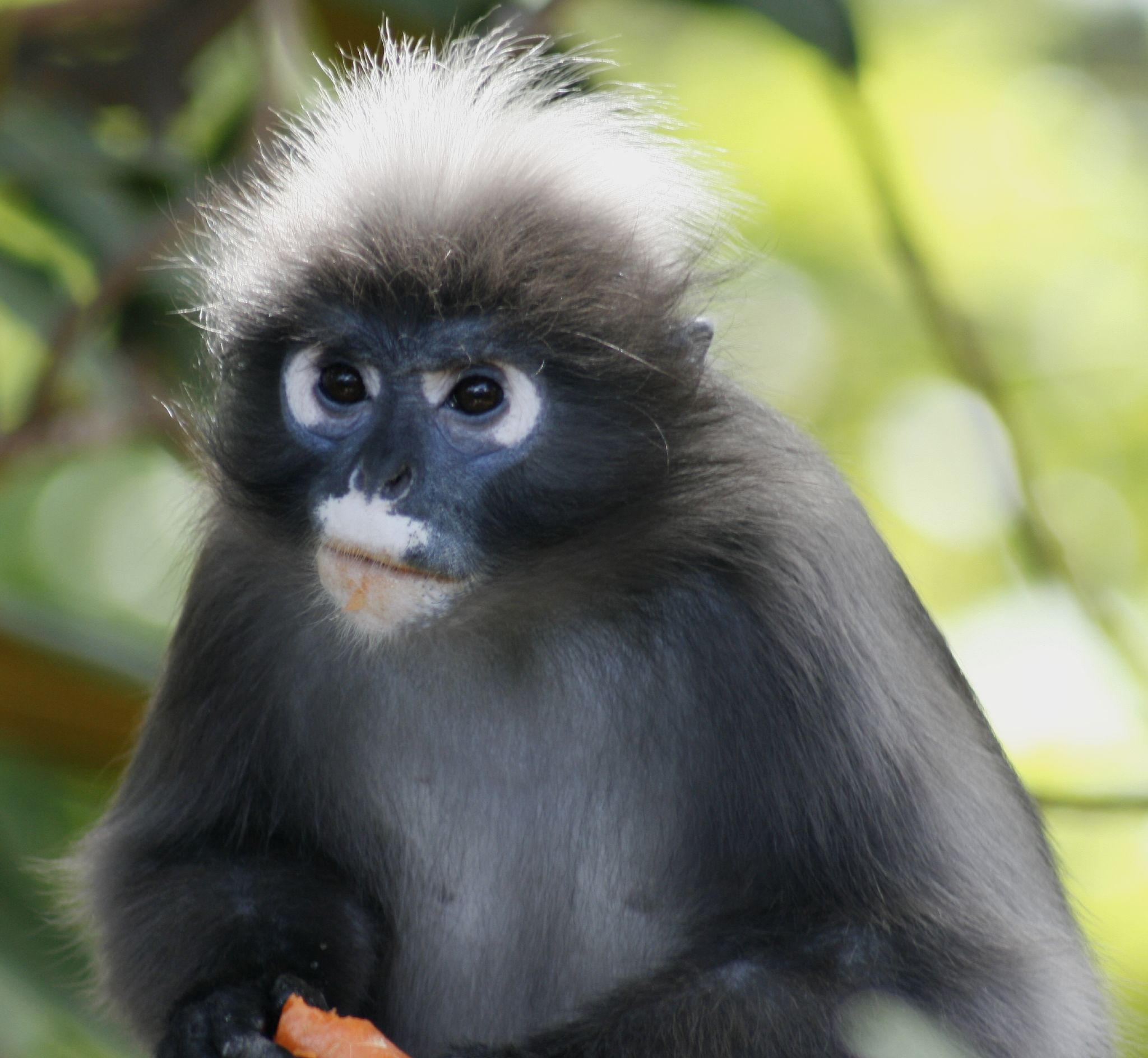
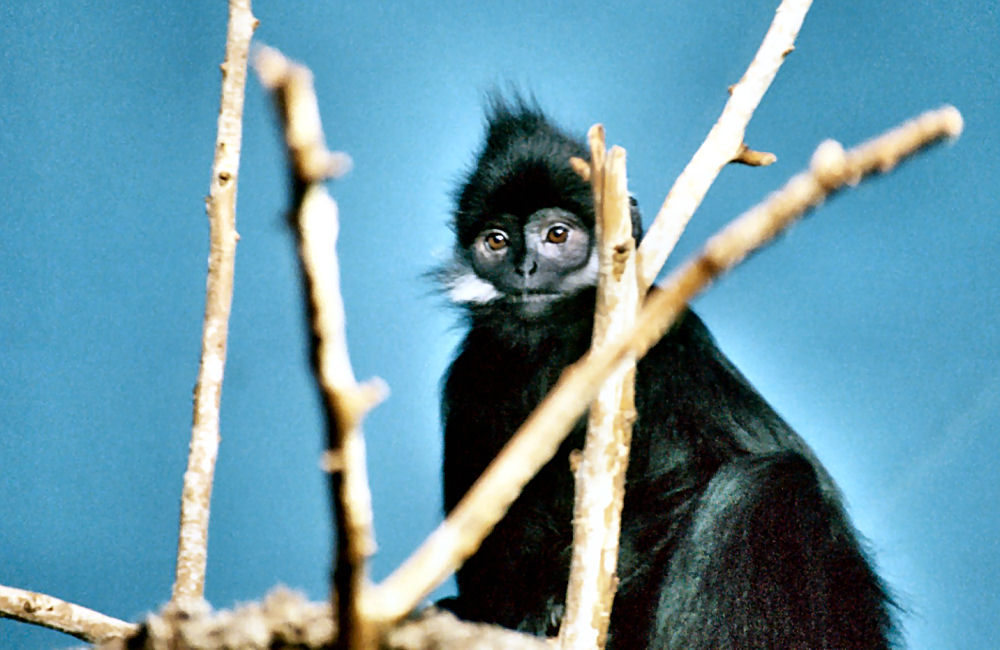
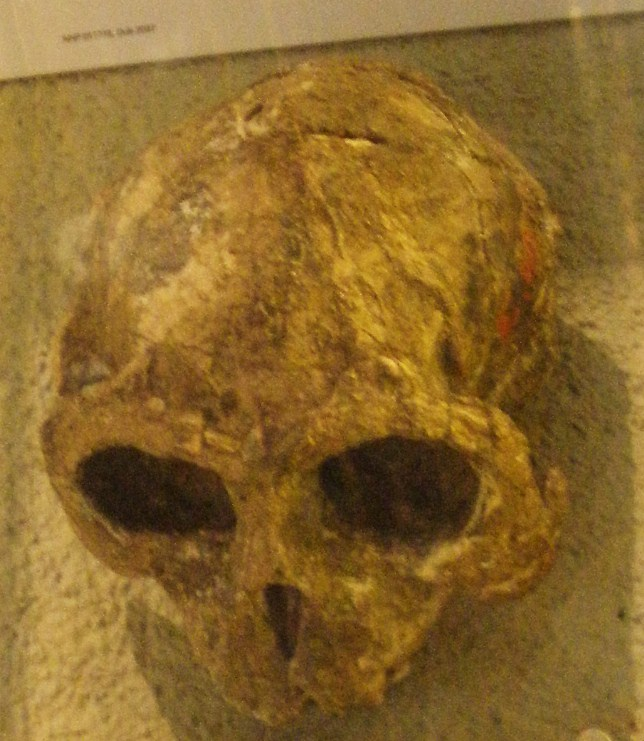